# Catéchèse
 (janvier 2025).
La catéchèse est l'ensemble des actions et paroles destinées à rendre accessible le message chrétien aux enfants, aux jeunes et aux adultes afin d'étayer leur vie chrétienne. Elle est une des quatre formes essentielles de la parole de Dieu au sein de la communauté chrétienne sur la foi. Les autres formes sont le kérygme (ou l'annonce brève du message chrétien), l'homélie (la prédication au cours de la liturgie) et la théologie (une explicitation documentée, rigoureuse et argumentée de la foi chrétienne).

## Caractéristiques
Dans sa spécificité, la catéchèse au sein de l’Église désigne toute activité de parole sur la foi chrétienne et sur la manière de la vivre :
- qui est dialoguée ;
- qui s'inscrit dans un processus pédagogique réfléchi et balisé ;
- ainsi que dans un dispositif institué et organisé ;
- dans le but de permettre aux personnes (enfants, jeunes et adultes) ainsi qu’aux communautés de découvrir, de comprendre et de s’approprier librement, que ce soit de manière initiale ou approfondie, le message chrétien dans ce qu’il a de personnel sur le plan relationnel (la relation au Christ, à Dieu, aux autres), d’essentiel sur le plan de l’intelligence (le Credo) et d’organique sur le plan de la vie pratique (croire/vivre/célébrer - foi/espérance/charité) ;
- et de contribuer ainsi à l’édification d’une communauté chrétienne vivante, rassemblée dans la foi pour en vivre, pour la célébrer, pour en témoigner et pour contribuer à l’édification d’une humanité fraternelle au nom de l’Évangile.

En 1971, à la suite du concile Vatican II, a été publié un Directoire catéchétique général, qui a été révisé en 1997 sous le titre de Directoire général pour la catéchèse. Un nouveau Directoire pour la Catéchèse a été publié en juin 2020 par le Conseil Pontifical pour la promotion de la Nouvelle Evangélisation,,.
En 2005, les évêques de France rassemblés à Lourdes ont publié le texte national pour l’orientation de la catéchèse en France.

## Une définition de la catéchèse
Sauf indication contraire, cette section est sourcée par l'ouvrage de André Fossion, La Catéchèse dans le champ de la communication.
La catéchèse est une des quatre formes essentielles de la parole au sein de la communauté chrétienne. Les autres formes sont le kérygme (ou l’annonce brève du message chrétien), l’homélie (la prédication au cours de la liturgie) et la théologie (une explicitation documentée, rigoureuse et argumentée de la foi chrétienne).
Dans sa spécificité, la catéchèse au sein de l’Église désigne toute activité de parole sur la foi chrétienne et sur la manière de la vivre :
- qui est dialoguée,
- inscrite dans un processus pédagogique réfléchi et balisé,
- ainsi que dans un dispositif institué et organisé,
- dans le but de permettre aux personnes (enfants, jeunes et adultes) ainsi qu’aux communautés de découvrir, de comprendre et de s’approprier librement, que ce soit de manière initiale ou approfondie, le message chrétien dans ce qu’il a de personnel sur le plan relationnel (la relation au Christ, à Dieu, aux autres), d’essentiel sur le plan de l’intelligence (le Credo) et d’organique sur le plan de la vie pratique (croire/vivre/célébrer - foi/espérance/charité),
- et de contribuer ainsi à l’édification d’une communauté chrétienne vivante, rassemblée dans la foi pour en vivre, pour la célébrer, pour en témoigner et pour contribuer à l’édification d’une humanité fraternelle au nom de l’Évangile.

Explicitons les différents aspects de cette définition de la catéchèse.
1. La catéchèse est une activité de parole. Elle est de l’ordre du discours. Elle se distingue, en ce sens, de l’action ou de la célébration, tout en restant étroitement articulée à ces deux dimensions. L’objet de son discours est la foi (son contenu) ainsi que la manière de la vivre personnellement et communautairement.
2. La catéchèse est essentiellement dialoguée : elle s’inscrit dans un espace d’échange, d’interactivité entre les partenaires. L’étymologie du mot catéchèse (le verbe grec katechein signifie « faire résonner », « parler dans l’attende d’un écho, d’une réponse ») indique bien la nature dialogale de la catéchèse. Le catéchiste est témoin de la foi ; il l’enseigne et en rend témoignage devant les catéchisés. Mais c’est toujours à l’intérieur d’un espace dialogal qui ouvre le jeu de la conversation, suscite question et réponses par lesquelles les uns et les autres peuvent aussi bien donner que recevoir.
3. La catéchèse est un discours qui s’inscrit à l’intérieur d’une démarche pédagogique réfléchie et balisée. L’activité catéchétique s’efforce, en effet, de proposer des parcours avec des étapes distinctes, des méthodes variées, des objectifs différenciés, des contenus qui se construisent progressivement. Les catéchistes, en ce sens, doivent faire montre de qualités pédagogiques dans la manière de construire et d’animer un parcours catéchétique.
4. Si la catéchèse est une pédagogie, elle est aussi forcément un dispositif institué, avec ses lieux, ses moments, ses rythmes, ses formes, son organisation, ses animateurs, ses responsables, ses références, etc. Certes, il peut exister des catéchèses occasionnelles, mais, ordinairement, la catéchèse requiert une organisation et une programmation dans le cadre d’une pastorale catéchétique d’ensemble. C’est dire que les communautés sont appelées à se doter d’un dispositif varié, connu de tous, qui offre aux uns et aux autres, selon leurs besoins et leurs souhaits, la possibilité d’avancer dans leur démarche de foi.
5. Les destinataires de la catéchèse sont non seulement tous les chrétiens pris individuellement mais aussi les communautés chrétiennes comme telles. La catéchèse ne s’adresse pas seulement aux enfants et adolescents, mais aussi aux jeunes et aux adultes. C’est même la catéchèse des adultes qui est la forme principale de la catéchèse, parce que les adultes constituent les forces vives des communautés chrétiennes et que toute catéchèse a pour but de conduire à une foi adulte. Cette perspective ne diminue pas l’importance primordiale de la catéchèse des enfants ; mais situe celle-ci dans une dynamique de catéchèse permanente des communautés et de tous leurs membres.
6. Les fonctions de la catéchèse sont diverses selon les personnes dans leur rapport nouveau ou déjà prolongé à la foi. On peut distinguer trois grandes fonctions de la catéchèse : l’éveil, l’initiation et l’approfondissement. La catéchèse peut avoir une fonction d’éveil de la foi ; elle est alors liée à la première annonce et à l’entrée dans la foi. Cette fonction d’éveil n’est jamais achevée au sens où l’adhésion de foi, selon les circonstances de la vie, est toujours à reprendre. Deuxièmement, la catéchèse peut avoir une fonction d’initiation. Le catéchuménat est le modèle par excellence de l’initiation chrétienne : il consiste à accompagner, par étapes, des nouveaux croyants vers le baptême et leur pleine insertion dans la communauté chrétienne. Mais, plus généralement, l’initiation désigne aussi la catéchèse initiale de personnes déjà baptisées (enfants, adolescents et jeunes) mais qui sont toujours dans une démarche de découverte de la foi et de l’identité chrétienne. Cette initiation ne se réduit pas à un simple enseignement ; elle requiert des contacts avec une communauté, un bain dans l’expérience chrétienne en ses divers aspects (vie fraternelle, célébration, prière, engagement) et une réflexion sur cette expérience. À partir de l’expérience, l’initiation ouvre ainsi au sens de la foi tout en permettant aux catéchisés d’y adhérer librement, de construire leur identité de croyants et leur sentiment d’appartenance à la tradition chrétienne. Enfin, la catéchèse peut avoir une fonction d’approfondissement. Cette catéchèse s’adresse à des personnes déjà solidement ancrées dans la foi mais qui, au fil les circonstances personnelles ou communautaires, ou face à des questions ou défis nouveaux, souhaitent encore la revisiter et l’approfondir.
7. Le but de la catéchèse est d’aider les personnes et les communautés à comprendre la foi chrétienne, à la vivre et à se l’approprier de manière personnelle. Cette foi chrétienne proposée par la catéchèse est d’abord et avant tout une manière d’être et de se reconnaître en communion avec la personne de Jésus-Christ, avec le Dieu dont il est le témoin et, par là, avec les autres. La catéchèse, de ce point de vue, est essentiellement l’offre d’une mise en relation. Pour ce faire, elle ouvre à une intelligence articulée de ce mystère de communion en mettant en relief ce qui fait l’essentiel du contenu de la foi : le Credo, à cet égard, expression condensée de la foi et signe de reconnaissance des chrétiens, tient une place privilégiée dans la catéchèse. Mais la catéchèse ne se limite pas au déploiement du sens de la foi ; elle indique aussi la manière organique de la mettre en pratique (foi/espérance/charité) au sein de la communauté chrétienne qui croit, vit et célèbre. Elle contribue ainsi à faire émerger, dans la cité des hommes et pour eux, des communautés chrétiennes vivantes qui témoignent de la grâce inouïe de Dieu manifestée en Jésus-Christ, de l’espérance qu’elle autorise et de l’amour inconditionnel que les êtres humains sont invités à vivre en son nom.

## Catéchèse de l’Église catholique
Sauf indication contraire, cette section est sourcée par l'ouvrage de André Fossion, La Catéchèse dans le champ de la communication.

### Une crise de la dogmatique
Des tentatives innovantes ont été condamnées :
- le catéchisme progressif de Joseph Colomb (1947) qui part de l'Évangile pour aller vers la doctrine, initiative d'un sulpicien intégré dans le mouvement catéchétique d'après-guerre, injustement condamné sur dénonciation sur la confusion entre progressif et progressiste dans une période où la chasse aux progressistes était ouverte[5].
- le catéchisme hollandais (1967), à l'initiative de la conférence des évêques des Pays-Bas et s'enracinant dans le Concile Vatican II. Les éditions de 1967 comportent une petite annexe donnant le détail des débats.
- Jean Kamp, Le Grand Silence des prêtres et Credo sans foi, foi sans credo.

Le catéchisme (CEC) de 1992 n'a pas résolu cette crise.

### Une crise de la transmission
Les changements de langage qui ont marqué la pastorale d'après guerre montrent les difficultés à franchir le fossé entre la culture contemporaine et les pratiques par lesquelles s'expriment la foi. Avec une accélération ces dernières années, on est passé :
- de la leçon de catéchisme qui fut la règle pendant plusieurs siècles,
- à l'éducation religieuse dans un processus plus global,
- puis au retour de l'expression catéchèse autour des années 1950,
- tandis que le mouvement catéchétique d'après-guerre forgeait l'expression éducation de la foi,
- le mouvement kérygmatique des années 1960 centra ses efforts sur l'histoire du salut lue au travers de la Bible,
- les années 1970 virent l'arrivée de l'éducation aux valeurs et des études religieuses (avec 100 ans de retard du fait de la crise moderniste),
- au même moment, on tenta de compléter les leçons traditionnelles par diverses activités pastorales extérieures : retraites, sessions de prières (style Taizé),
- en Amérique du Nord se développa ce qu'on a appelé Campus Ministry, avec une large gamme d'activités allant des classes traditionnelles en salle alliées à de nombreuses activités d'engagement extérieur (un mouvement similaire, en France, avec de grandes différences culturelles fit apparaître de notables changement dans les aumôneries traditionnelles),
- en Espagne et en Amérique latine, l'expression pastoral tendit à être employée comme description numéro 1 de toute une gamme d'activités d'enseignements, et de célébrations de la foi, spécialement avec des jeunes,
- depuis les années 1980, les Journées mondiales de la jeunesse (JMJ), sous l'influence des rassemblements charismatiques, s'appuient sur le goût des jeunes pour les grands rassemblements de foule, associant musique, discours et célébrations.